# Anisopus rostrifera
Anisopus rostrifera là một loài thực vật có hoa trong họ La bố ma. Loài này được Nicholas Edward Brown mô tả khoa học đầu tiên năm 1906 dưới danh pháp Marsdenia rostrifera. Năm 1957 Bullock chuyển nó sang chi Anisopus.
WCSPF không công nhận loài này mà coi nó là đồng nghĩa của Anisopus mannii.